# Знаменская церковь (Кострома)
Церковь иконы Божией Матери «Знамение» (кон. XVII в.) — православная церковь в Костроме, находится на территории Знаменского женского монастыря.

## История
В 1628 г. на этой территории стояли две деревянные церкви — шатровая Воскресения и клетская Косьмы и Дамиана. В 1645‑1651 гг. по заказу К. Г. Исакова вместо деревянной церкви Воскресения была построена каменная, а в конце XVII в. церковь Косьмы и Дамиана была заменена на каменный храм Георгия с колокольней. В 1740-х у храма были возведены придел Косьмы и Демьяна и ограда. В 1799—1802 гг. церковь Георгия была сильно перестроена и освещена как Знаменская: четверик был надстроен крупным восьмериком с фигурным куполом, все фасады получили новое классицестическое убранство. В этой же время была сооружена новая колокольня. В 1859 г. был заново возведен алтарь храма. В 1888—1889 гг. Знаменский храм был снова частично перестроен и рядом была возведена сторожка.
В 1913 г., когда Кострома стала центром общероссийских торжеств в честь празднования 300-летнего юбилея царствующего дома Романовых, Знаменскую церковь посетил Государь Император Николай II с семьей.
В 1920-х гг. Знаменский храм был закрыт. В 1937 г. колокольня его была разрушена, сам же храм, потеряв свои купола и верхний этаж, был обращен в зернохранилище. Впоследствии в церкви устроили кочегарку.
В 2001 г. начались работы по восстановлению Знаменского храма; его колокольня, полностью воссозданная на средства благотворителей, была освящена 26 сентября 2001 года. Освящение самого Знаменского храма совершил 8 августа 2009 года архиепископ Костромской и Галичский Александр.

## Архитектура
От первоначальной архитектуры сохранился лишь основной объем: четверик и трапезная. В целом, это характерный местный тип двустолпных храмов с северным приделом (известен по письменным источникам конца XVIII в.). Четверик сильно вытянут по оси север-юг, перекрыт лотковым сводом. Трапезная близка в плане к квадрату и перекрыта коробовыми сводами с распалубками.
Сохранились также и остатки декора. Так, широкие лопатки на углах четверика и венчающий его карниз с пояском каплеобразных нишек и лентой поребрика типичны для костромского зодчества XVII в. Трапезная имеет лишь лопатки между окон на боковых стенах.
К периоду позднего классицизма относятся полукруглая апсида с круглыми нишками над окнами и лентой ширинок под карнизом.
Внутреннее убранство — иконостас и настенная роспись 1891 г. — не сохранилось.

## Галерея

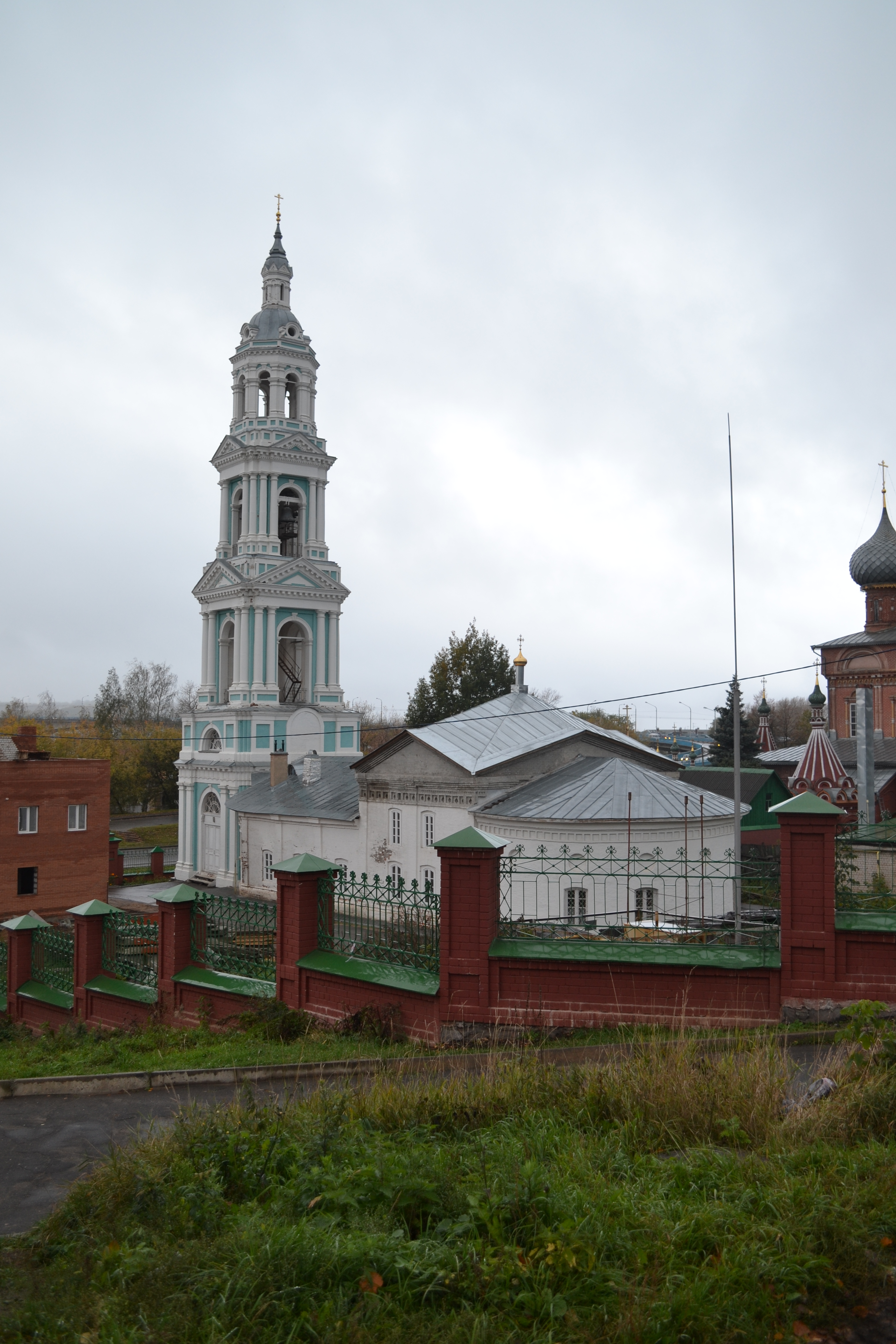
Вид на Знаменский монастырь с бело-голубым храмом иконы Божией Матери "Знамение" с колокольней с юго-восточной стороны